# Naoki Yamamoto (pilote automobile)
Pour les articles homonymes, voir Naoki Yamamoto et Yamamoto.
Naoki Yamamoto (山本尚貴) né le 11 juillet 1988 à Utsunomiya, Tochigi au Japon) est un pilote automobile japonais. Il pilote actuellement en Super GT et en Super Formula. Il a remporté ce championnat en 2013, en 2018 et en 2020, tandis qu'il a aussi été sacré en Super GT en 2018 et en 2020.

## Biographie
Après des années en karting, Naoki Yamamoto parvient en sport automobile en 2007 avec la Formula Challenge Japan (en) où il est sacré vice-champion après deux victoires et huit podiums en dix-huit courses.
En 2008 et 2009, il participe au championnat du Japon de Formule 3 et termine champion de la classe nationale la deuxième année.
Ainsi, en 2010, il s'engage en Formula Nippon devenue Super Formula et en Super GT. Il participe sans discontinuer à ces championnats depuis.
En Super Formula, après trois saisons sans podiums, il est sacré champion lors de la saison 2013, devant André Lotterer et Loïc Duval, avec seulement une victoire. Sa régularité sur les podiums, où il monte à cinq reprises en sept courses, lui permet de décrocher le titre. La saison suivante lui est moins heureuse avec aucun podium à la clé mais il empoche ensuite une victoire en 2015 et en 2016, à chaque fois sur le circuit de Suzuka. Le tracé de la préfecture de Mie le voit glaner son seul podium de l'année lors de la saison suivante. La saison 2018 sourit en revanche à Naoki puisqu'il est de nouveau sacré champion, cette fois ci en remportant trois des sept courses courues, dont les deux disputées à Suzuka,. Il est à nouveau sacré champion à l’issue de la saison 2020, malgré une seule victoire et deux arrivées hors des points.
En Super GT, il a disputé plus de dix saisons et a remporté six courses. Surtout, associé au champion du monde de Formule 1 2009 Jenson Button, il s'adjuge le titre en 2018 au volant d'une Honda NSX-GT de l'équipe Kunimitsu,. Il réitère cela en 2020, toujours au volant d'une Honda NSX-GT de l'équipe Kunimitsu, mais cette fois-ci en compagnie de Tadasuke Makino.
À l’occasion du Grand Prix du Japon 2019 de Formule 1, Yamamoto, habituel pilote-essayeur chez Toro Rosso, remplace Pierre Gasly lors de la première séance d'essais libres,.

## Galerie

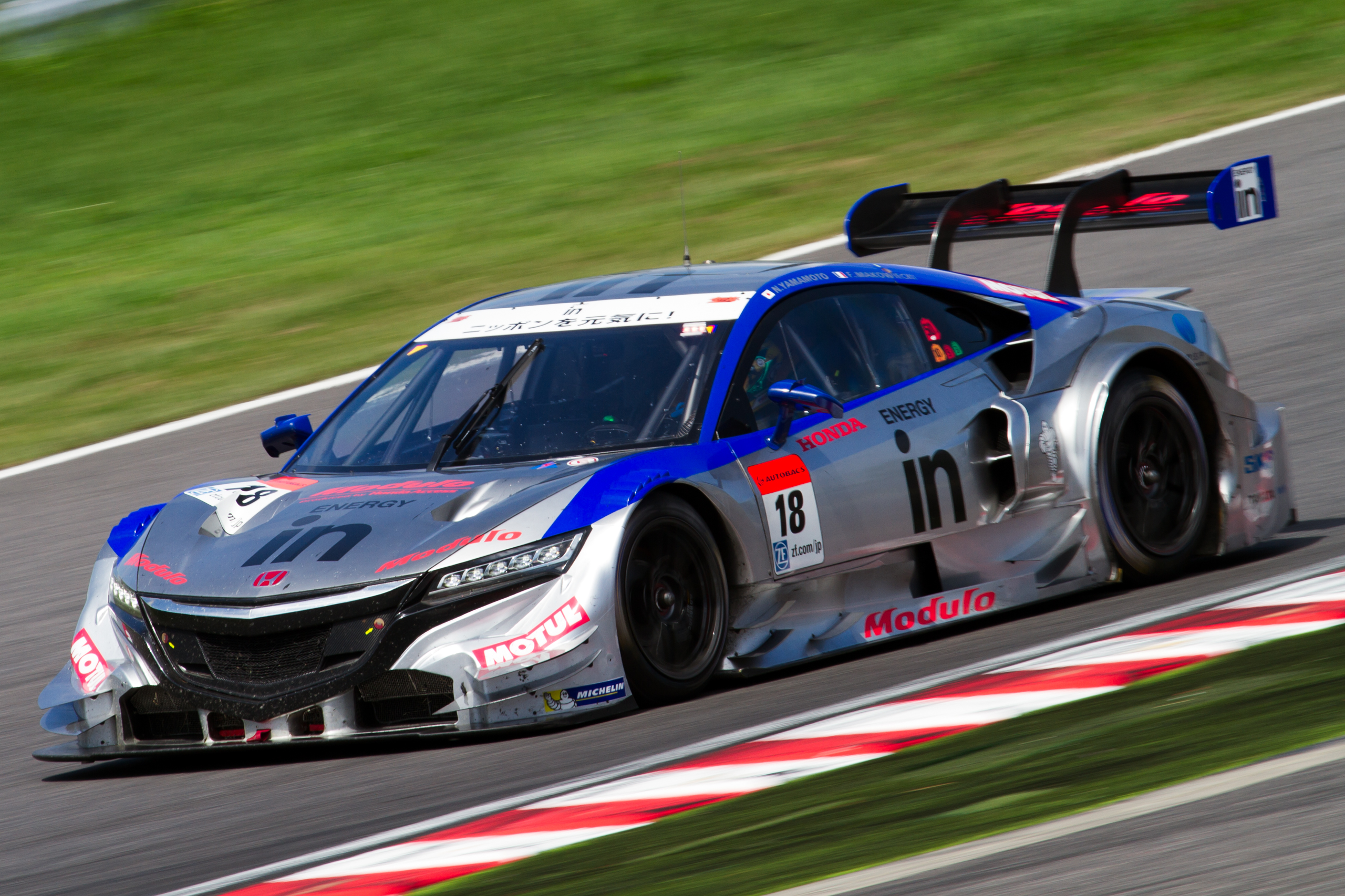
Naoki Yamamoto en Super GT en 2014 à Suzuka.
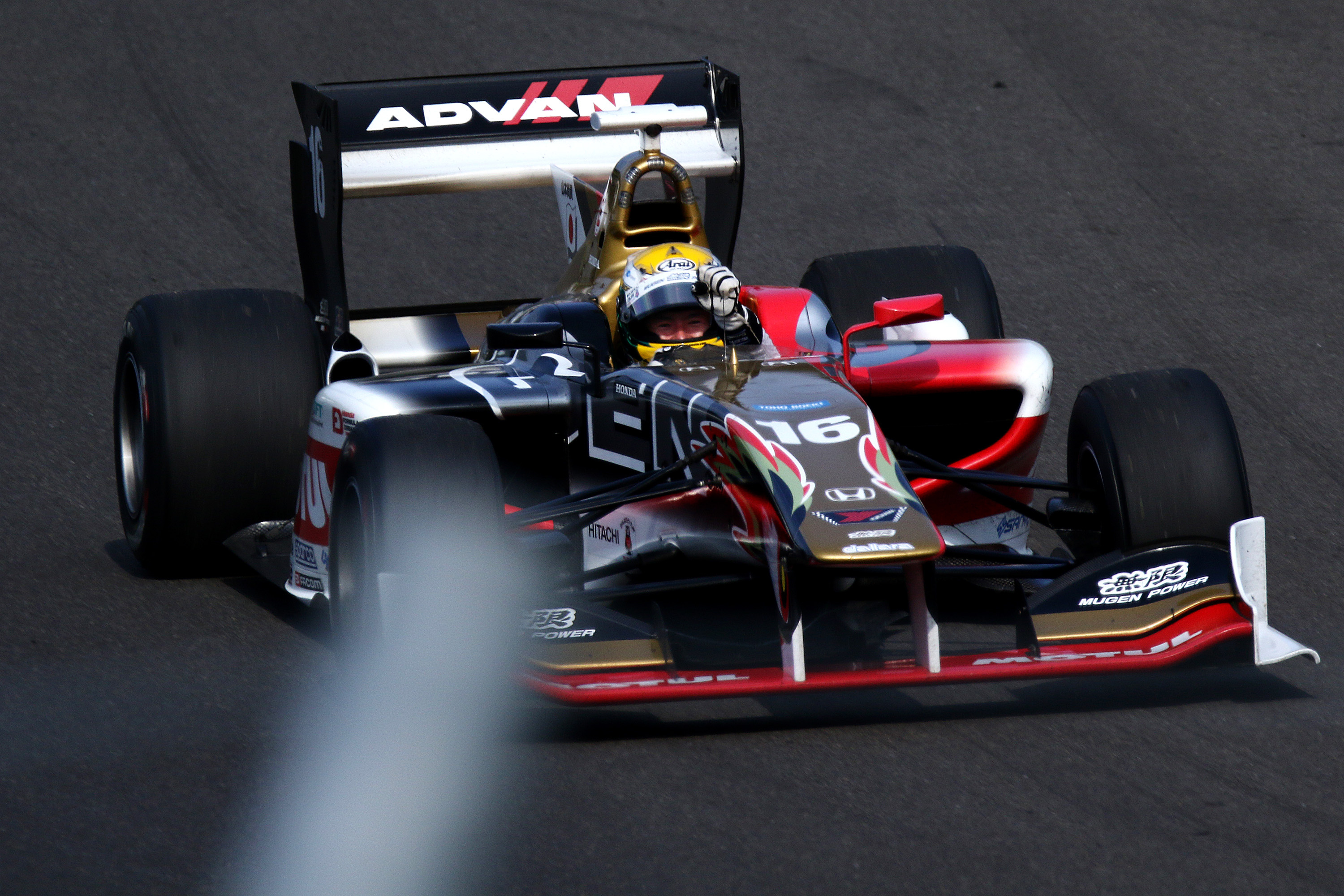
Naoki Yamamoto en Super Formula en 2018 à Sugo.
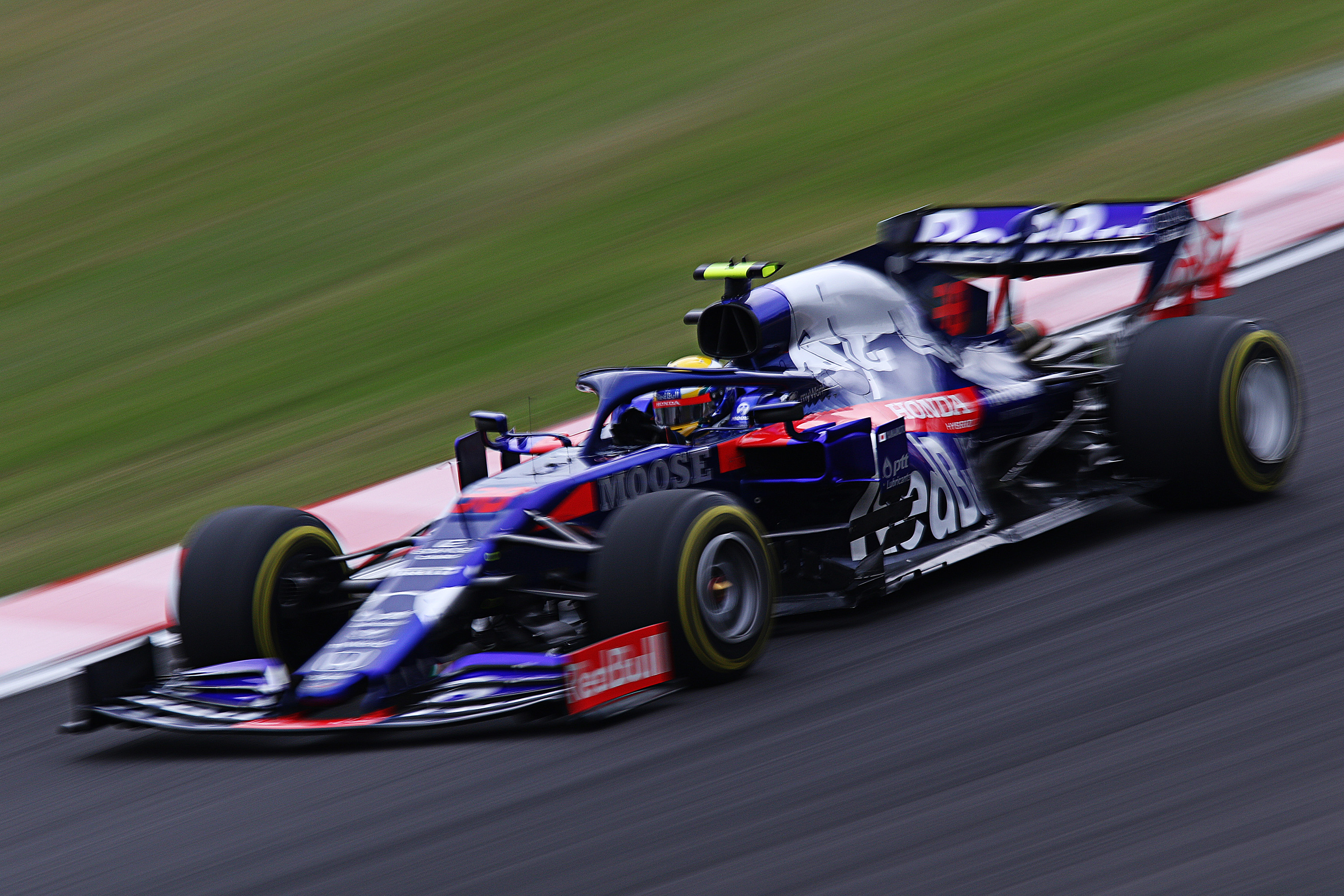
Naoki Yamamoto essayant une Formule 1 lors du Grand Prix du Japon 2019.
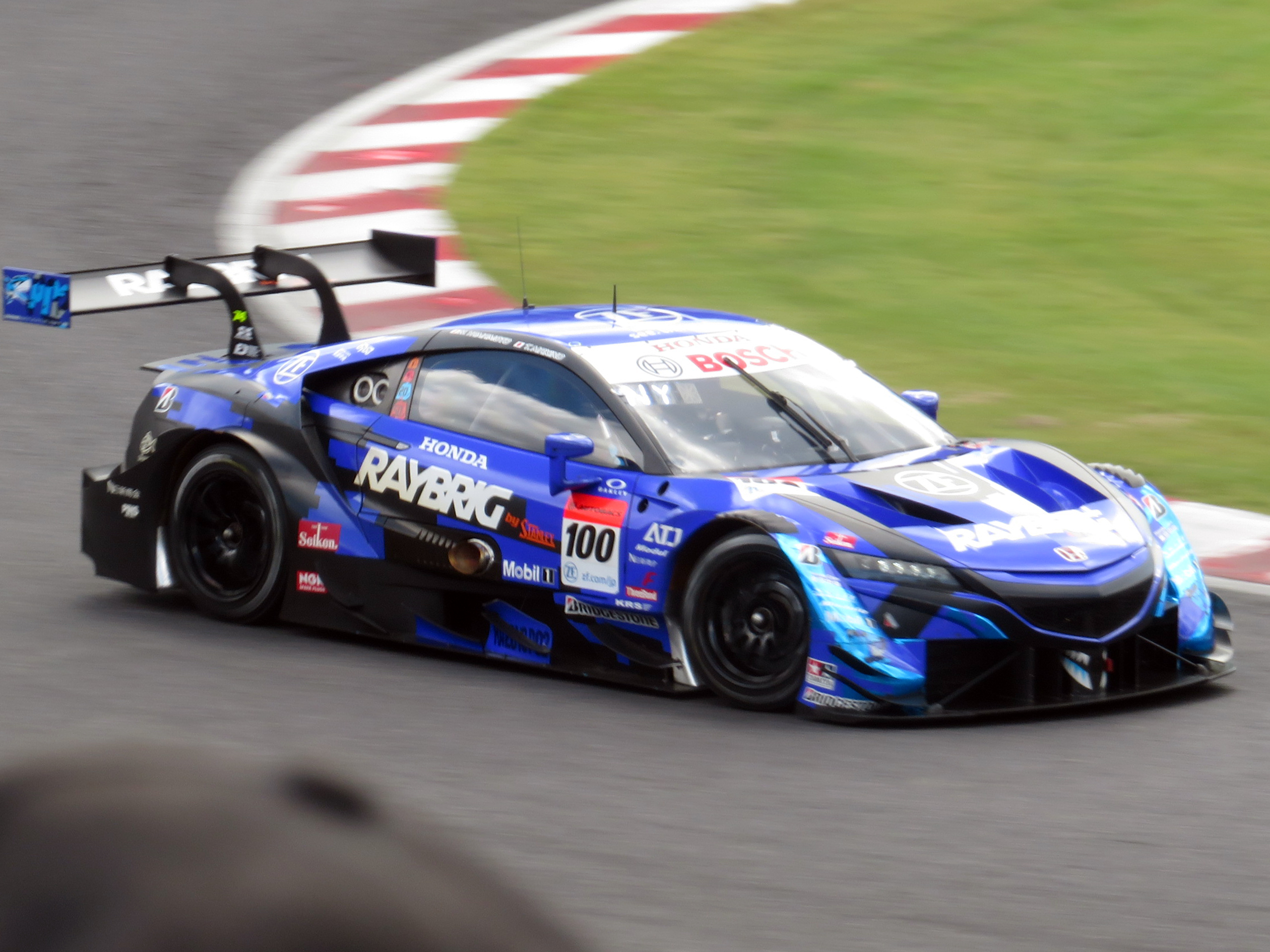
Naoki Yamamoto en Super GT en 2020 à Suzuka.
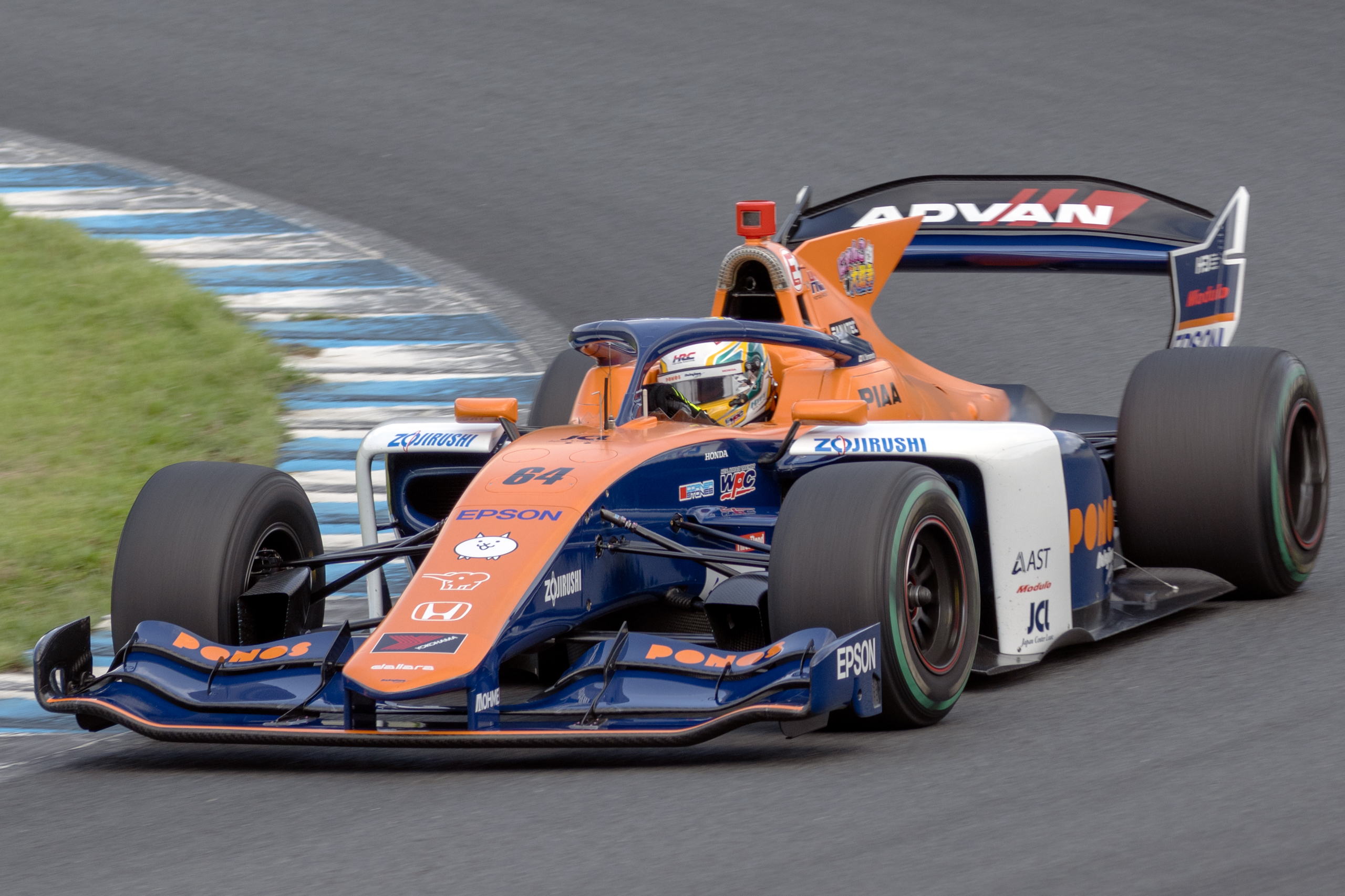
Naoki Yamamoto en Super Formula en 2024 à Motegi.

## Résultats

### Résultats complets en Super GT
| Saison | Écurie                 | Voiture               | Classe | 1        | 2        | 3        | 4        | 5        | 6        | 7      | 8      | Classement | Points |
| ------ | ---------------------- | --------------------- | ------ | -------- | -------- | -------- | -------- | -------- | -------- | ------ | ------ | ---------- | ------ |
| 2010   | Team Kunimitsu         | Honda HSV-010 GT      | GT500  | SUZ 3    | OKA 8    | FUJ 10   | SEP 5    | SUG 8    | SUZ 3    | FUJ A  | MOT 6  | 8e         | 40     |
| 2011   | Team Kunimitsu         | Honda HSV-010 GT      | GT500  | OKA 2    | FUJ 12   | SEP 7    | SUG 7    | SUZ Abd. | FUJ 5    | AUT 14 | MOT 4  | 9e         | 37     |
| 2012   | Team Kunimitsu         | Honda HSV-010 GT      | GT500  | OKA 2    | FUJ 2    | SEP 6    | SUG 8    | SUZ 11   | FUJ 12   | AUT 8  | MOT 9  | 5e         | 43     |
| 2013   | Dome Racing            | Honda HSV-010 GT      | GT500  | OKA 5    | FUJ 10   | SEP 4    | SUG Abd. | SUZ 1    | FUJ 5    | AUT 5  | MOT 7  | 4e         | 56     |
| 2014   | Dome Racing            | Honda NSX-GT          | GT500  | OKA 5    | FUJ 10   | AUT 7    | SUG 8    | FUJ 1    | SUZ 3    | BUR 5  | MOT 3  | 4e         | 64     |
| 2015   | Team Kunimitsu         | Honda NSX-GT          | GT500  | OKA 2    | FUJ Abd. | CHA Abd. | FUJ 5    | SUZ 5    | SUG 1    | AUT 11 | MOT 3  | 3e         | 60     |
| 2016   | Raybrig Team Kunimitsu | Honda NSX-GT          | GT500  | OKA 10   | FUJ Abd. | SUG 10   | FUJ 3    | SUZ 7    | CHA 10   | MOT 10 | MOT 12 | 14e        | 20     |
| 2017   | Team Kunimitsu         | Honda NSX-GT          | GT500  | OKA Abd. | FUJ 6    | AUT 3    | SUG 9    | FUJ 8    | SUZ 3    | CHA 7  | MOT 5  | 7e         | 45     |
| 2018   | Team Kunimitsu         | Honda NSX-GT          | GT500  | OKA 2    | FUJ 9    | SUZ 2    | CHA 11   | FUJ 5    | SUG 1    | AUT 5  | MOT 3  | 1er        | 78     |
| 2019   | Team Kunimitsu         | Honda NSX-GT          | GT500  | OKA 15   | FUJ 3    | SUZ 13   | CHA 12   | FUJ 2    | AUT Abd. | SUG 8  | MOT 6  | 8e         | 37     |
| 2020   | Team Kunimitsu         | Honda NSX-GT          | GT500  | FUJ 6    | FUJ 5    | SUZ 2    | MOT 5    | FUJ 5    | SUZ Abd. | MOT 3  | FUJ 1  | 1er        | 69     |
| 2021   | Team Kunimitsu         | Honda NSX-GT          | GT500  | OKA 8    | FUJ 4    | MOT 1    | SUZ 4    | SUG 2    | AUT 6    | MOT 12 | FUJ 14 | 3e         | 60     |
| 2022   | Team Kunimitsu         | Honda NSX-GT          | GT500  | OKA 2    | FUJ 5    | SUZ 9    | FUJ 8    | SUZ 11   | SUG 8    | AUT 2  | MOT 1  | 3e         | 62     |
| 2023   | Team Kunimitsu         | Honda NSX-GT          | GT500  | OKA 12   | FUJ 2    | SUZ 5    | FUJ 6    | SUZ 7    | SUG Abd. | AUT    | MOT    | 11e        | 31     |
| 2024   | Stanley Team Kunimitsu | Honda Civic Type R-GT | GT500  | OKA 3    | FUJ 7    | SUZ 7    | FUJ 2    | SUZ 5    | SUG 4    | AUT 6  | MOT 4  | 2e         | 64     |

*Saison en cours.

### Résultats complets en Formula Nippon / Super Formula
(Les pôles positions sont indiquées en gras)
| Saison | Écurie                       | 1        | 2        | 3        | 4        | 5        | 6        | 7        | 8        | 9        | 10    | Classement | Points |
| ------ | ---------------------------- | -------- | -------- | -------- | -------- | -------- | -------- | -------- | -------- | -------- | ----- | ---------- | ------ |
| 2010   | Nakajima Racing              | SUZ 7    | MOT 5    | FUJ 7    | MOT 4    | SUG Abd. | AUT 5    | SUZ 6    | SUZ 5    |          |       | 7e         | 20.5   |
| 2011   | Team Mugen                   | SUZ Abd. | AUT 5    | FUJ 9    | MOT 14   | SUZ A    | SUG 11   | MOT 12   | MOT Abd. |          |       | 11e        | 5      |
| 2012   | Team Mugen                   | SUZ 7    | MOT 7    | AUT 9    | FUJ 12   | MOT Abd. | SUG 14   | SUZ 15   | SUZ Abd. |          |       | 11e        | 4      |
| 2013   | Team Mugen                   | SUZ 4    | AUT 3    | FUJ 3    | MOT 8    | SUG 3    | SUZ 1    | SUZ 3    |          |          |       | 1er        | 37     |
| 2014   | Team Mugen                   | SUZ 11   | FUJ Abd. | FUJ 5    | FUJ 5    | MOT 15   | AUT 7    | SUG 7    | SUZ 7    | SUZ 6    |       | 9e         | 14.5   |
| 2015   | Team Mugen                   | SUZ 15   | OKA 4    | FUJ 12   | MOT 8    | AUT 7    | SUG 2    | SUZ 14   | SUZ 1    |          |       | 5e         | 26     |
| 2016   | Team Mugen                   | SUZ 1    | OKA 5    | FUJ Abd. | MOT 8    | OKA 10   | OKA 6    | SUG 14   | SUZ 19   | SUZ Abd. |       | 8e         | 15.5   |
| 2017   | Team Mugen                   | SUZ 2    | OKA 5    | OKA 8    | FUJ Abd. | MOT 13   | AUT 16   | SUG 18   | SUZ A    | SUZ A    |       | 9e         | 10.5   |
| 2018   | Team Mugen                   | SUZ 1    | AUT C    | SUG 1    | FUJ 8    | MOT 7    | OKA 10   | SUZ 1    |          |          |       | 1er        | 38     |
| 2019   | Docomo Team Dandelion Racing | SUZ 2    | AUT 2    | SUG 1    | FUJ 11   | MOT 9    | OKA 7    | SUZ 5    |          |          |       | 2e         | 33     |
| 2020   | Docomo Team Dandelion Racing | MOT 13   | OKA 6    | SUG 3    | AUT 2    | SUZ 1    | SUZ Abd. | FUJ 5    |          |          |       | 1er        | 62     |
| 2021   | TCS Nakajima Racing          | FUJ 6    | SUZ 8    | AUT 9‡   | SUG 12   | MOT 12   | MOT Abd. | SUZ 9    |          |          |       | 13e        | 13     |
| 2022   | TCS Nakajima Racing          | FUJ 14   | FUJ 14   | SUZ 9    | AUT 14   | SUG 12   | FUJ 9    | MOT 1    | MOT 16   | SUZ 11   | SUZ 6 | 10e        | 32     |
| 2023   | TCS Nakajima Racing          | FUJ 4    | FUJ 15   | SUZ 11   | AUT 9    | SUG 13   | FUJ 7    | MOT Abd. | SUZ      | SUZ      |       | 13e        | 14     |
| 2024   | PONOS Nakajima Racing        | SUZ 3    | AUT 4    | SUG Np.  | FUJ 10   | MOT 4    | FUJ 8    | FUJ Abd. | SUZ 7    | SUZ 6    |       | 8e         | 41     |